# Nadi Riadhi Baladiat Touggourt
Maillots
Dernière mise à jour : 17 avril 2020.
Le Nadi Riadhi Baladiat Touggourt (en arabe : النادي الرياضي لبلدية تقرت), plus couramment abrégé en NRB Touggourt ou encore en NRBT, est un club algérien de football fondé en 1936 et basé dans la ville de Touggourt, dans la wilaya de Ouargla.

## Histoire
Le Nadi Riadhi Baladiat Touggourt a évolué par le passé en D2 algérienne, actuellement il est en Division Nationale Amateur.

## Parcours

### Classement en championnat par année
- 1962-63 : D?, ?e
- 1963-64 : D?, ?e
- 1964-65 : D?, ?e
- 1965-66 : D?, ?e
- 1966-67 : D?, ?e
- 1967-68 : D?, ?e
- 1968-69 : D?, ?e
- 1969-70 : D?, ?e
- 1970-71 : D?, ?e
- 1971-72 : D?, ?e
- 1972-73 : D?, ?e
- 1973-74 : D?, ?e
- 1974-75 : D?, ?e
- 1975-76 : D?, ?e
- 1976-77 : D?, ?e
- 1977-78 : D?, ?e
- 1978-79 : D?, ?e
- 1979-80 : D?, ?e
- 1980-81 : D?, ?e
- 1981-82 : D?, ?e
- 1982-83 : D?, ?e
- 1983-84 : D?, ?e
- 1984-85 : D?, ?e
- 1985-86 : D?, ?e

- 1986-87 : D3, 1re
- 1987-88 : D2, Gr. Centre, 18e
- 1988-89 : D3, ?e
- 1989-90 : ?, ?e
- 1990-91 : ?, ?e
- 1991-92 : ?, ?e
- 1992-93 : ?, ?e
- 1993-94 : ?, ?e
- 1994-95 : ?, ?e
- 1995-96 : ?, ?e
- 1996-97 : D3, Gr. Sud-Est, 1re
- 1997-98 : / (saison blanche)[1].
- 1998-99 : D2, Gr. Sud/Sud-Est, 7e
- 2000-01 : D3, Gr. Sud/Sud-Est, 7e
- 2000-01 : D3, Gr. Ouargla, ?e
- 2001-02 : D3, Gr. Sud-Est, ?e
- 2002-03 : D3, Gr. Sud-Est, 9e
- 2003-04 : D3, Gr. Ouargla, ?e
- 2004-05 : ?, ?e
- 2005-06 : ?, ?e
- 2006-07 : ?, ?e
- 2007-08 : D4, 1re
- 2008-09 : D3, Gr. Est, 4e
- 2009-10 : D3, Gr. Est, 9e
- 2010-11 : D4, 1re
- 2011-12 : D3, Gr. Est, 12e
- 2012-13 : D3, Gr. Est, 2e
- 2013-14 : D3, Gr. Est, 8e
- 2014-15 : D3, Gr. Est, 6e
- 2015-16 : D3, Gr. Est, 6e
- 2016-17 : D3, Gr. Est, 13e
- 2017-18 : D3, Gr. Est, 3e
- 2018-19 : D3, Gr. Centre, 7e
- 2019-20 : D3, Gr. Centre, 12e
- 2020-21 : D3, Gr. Sud-Est/E2, 3e
- 2021-22 : D3, Gr. Sud-Ouest, 12e
- 2022-23 : D3, Gr. Sud-Est, 11e
- 2023-24 : D3, Gr. Sud-Est, 14e
- 2024-25 : D3, Gr. Sud-Est, 2e

## Structures du club

### Infrastructures

#### Stade Ali Ammar dit "Ali la Pointe"
Le Nadi Riadhi Baladiat Touggourt joue ses matches à domicile, au Stade Ali Ammar dit "Ali la Pointe" d'une capacité de 10000 places, situé au niveau de la nouvelle cité d'El Moustakbel à Touggourt,.

## Identité du club

### Logo et couleurs
Depuis la fondation du Nadi Riadhi Baladiat Touggourt en 1936, ses couleurs sont toujours les Blanc et Noir.

Ancien logo
Logo actuel.